# Avtocesta A4
Die Avtocesta A4 (slowenisch für ,Autobahn A4‘), auch Podravska avtocesta (Drau Autobahn) genannt, führt von Maribor/Marburg zur kroatischen Grenze und dort weiter nach Zagreb. Sie entlastet die parallel verlaufende Staatsstraße (Ptujska cesta), da es hier immer wieder lange Staus Richtung Kroatien gab. Die Autobahn ist Teil der Europastraße E59 und (inklusive des Zubringers Slivnica) etwa 35 km lang.
Es gab drei Bauabschnitte:
- 1. Phase: Bau eines Autobahngrenzübergangs bei der kroatischen Grenze als Anschluss an die A2 (fertiggestellt, eröffnet im Dezember 2009[1]).
- 2. Phase: Bau des Abschnittes Slivnica–Draženci mit 20,5 km (fertiggestellt, eröffnet am 16. Juli 2009[2]).
- 3. Phase: Bau des Abschnittes Draženci–Gruškovje mit 14,6 km. Der Abschnitt wurde in zwei Teilabschnitte unterteilt.

Der erste Teilabschnitt von Draženci bis Podlehnik ist 7,5 km lang. Mit dem Bau wurde im August 2015 begonnen, und die Verkehrsfreigabe erfolgte am 22. November 2017.
Der zweite Teilabschnitt von Podlehnik bis Gruškovje ist 7,1 km lang. Am 30. November 2018 erfolgte dessen Verkehrsfreigabe.

## Streckenverlauf
Die A4 beginnt südlich von Marburg am Autobahnkreuz Slivnica, wo sie aus der Avtocesta A1 südostwärts abzweigt. Das weite Draufeld wird passiert, Ptuj/Pettau östlich liegengelassen und südlich davon in die Hügellandschaft der Haloze eingetreten. Dem Bachtal der Rogatnice folgend, wird schließlich die kroatische Grenze bei Gruškovje erreicht.